# Cerchezu
Cerchezu – wieś w Rumunii, w okręgu Konstanca, w gminie Cerchezu. W 2011 roku liczyła 525 mieszkańców.